# Alan Jacques
Alan Yasiel Núñez Ibarra (Mazatlán, Sinaloa; 15 de agosto de 1993) conocido artísticamente como Alan Jacques, es un cantante y compositor mexicano de género urbano (reguetón, rap y trap latino).
Actualmente es miembro de la compañía mexicana Only Hits Music (OHM). Reconocido por escribir una serie de canciones en plataformas digitales y radio, las canciones tituladas "Me Fascina" y "No Ha Podido" de JD Pantoja y los temas "Bonita", "Energía" y "Delito" interpretados por Kenia Os.

## Carrera musical

### 2018-2019: inicios musicales
En 2018 lanzó las canciones "Galaxia", "Jungla", "Todo pa ti" entre otras y para el 2019 estreno los sencillos "Siempre" en colaboración con Fernanda "Llama", "Ubicación", "El Dios Soy Yo", y "Soy Yo". Ha colaborado con artistas como Kenia Os e hizo su debut en radio con los temas "Energía" y "Ubicación" producidos por el sello Only Hits Music en el 2019.

### 2021-presente: YSSY
En 2021 sacó su tema "Me Dolió" en colaboración con Kenia Os, Kid Gallo y Amador. También en el mismo año estrena su Ep "YSSY 1 (CANCIONES BUENAS, DIAS MALOS)" producido por 6IXXX así como también sus sencillos "Mamacita", "Colgado" y "Colabora".

## Discografía
EP
- 2021: YSSY 1©

Sencillos
- 2017: «Ya No»
- 2018: «Pasan los Años»
- 2018: «No Hay»
- 2018: «Galaxia»
- 2019: «El Dios Soy Yo»
- 2019: «Movimiento»
- 2020: «Rafa Nadal»
- 2020: «Hayabusa Freestyle»
- 2020: «Roc Boys Freestyle»
- 2021: «Tsunami»
- 2021: «Mamacita»
- 2021: «Colgao»
- 2021: «Colabora»
- 2022: «Jelly Jelly»
- 2022: «Honolulu»
- 2022: «Cantando»
- 2022: «Maybe»

Colaboraciones
- 2017: «Dos Telefonos» (con Elvis De Toto)
- 2018: «Dile A Tus Amigas» (Con D. Krugga y Kid Gallo)
- 2018: «Jungla» (Con Elvis De Toto)
- 2018: «Sirena» (Con Kid Gallo)
- 2018: «Mas Qué Tú» (Con Misael Quintana y Kid Gallo)
- 2018: «Jungla» (Con Elvis De Toto)
- 2018: «La Propuesta (Remix)» (Adrian IBZ, Kid Gallo, Alex Coppel y Fran Zata)
- 2019: «Veinte» (Con Gvano y Kid Gallo)
- 2019: «Siempre» (Con Fernanda)
- 2019: «No Vas A Volver» (Con Kid Gallo, Smoky y 6IXXX)
- 2019: «Soy Yo» (Con Fernanda y Kid Gallo)
- 2019: «Ubicación» (Con Fernanda, Kid Gallo, D. Krugga y Amador)
- 2020: «Quédate» (Con Kid Gallo)
- 2020: «Supernova» (Con Kenia OS)
- 2020: «Calor» (Con Alex Coppel, Danny Elb y Amador)
- 2020: «Get You There» (Con Elijah King)
- 2021: «Me Dolió» (Con Kenia OS, Kid Gallo y Amador)